# Elke Wouters
Elke Wouters (Jette, 26 juli 1986) is een Belgische Vlaams-nationalistisch politica voor de N-VA en Vlaams Parlementslid.

## Levensloop
Wouters studeerde in 2007 af als bachelor in sociaal werk aan het EHSAL in Brussel en behaalde in 2009 een master in de criminologische wetenschappen aan de VUB. Van 2009 tot 2014 werkte ze als raadgever welzijn, volksgezondheid en gezin op het kabinet van Vlaams viceminister-president Geert Bourgeois en van 2014 tot 2018 was ze raadgeefster welzijn en gezin op het kabinet van Vlaams viceminister-president Liesbeth Homans.
Ze werd politiek actief voor de N-VA. Voor deze partij was ze van 2007 tot 2009 OCMW-raadslid en van 2010 tot 2011 gemeenteraadslid van Meise. In 2012 verhuisde Wouters van Meise naar Grimbergen, waar ze van 2013 tot 2024 eveneens gemeenteraadslid was. Daarenboven zetelde ze van 2012 tot 2018 in de provincieraad van Vlaams-Brabant. 
Begin december 2018 werd Elke Wouters lid van het Vlaams Parlement als opvolger van Bart Nevens, die overstapte naar de Bestendige Deputatie van de provincie Vlaams-Brabant. Ze bleef dit tot aan de Vlaamse verkiezingen van 26 mei 2019, waarbij ze niet herkozen raakte. Tijdens haar zes maanden als parlementslid zetelde Wouters als vast lid in de commissies Brussel en Vlaamse Rand en Leefmilieu, Natuur, Ruimtelijke Ordening, Energie en Dierenwelzijn. 
Van oktober 2019 tot september 2024 was zij raadgever welzijn en gezin op het kabinet van Vlaams viceminister-president Ben Weyts. Nadien ging Wouters aan de slag op het kabinet van Vlaams minister-president Matthias Diependaele, eerst van oktober tot december 2024 als raadgever voor algemeen beleid en sinds december 2024 als adjunct-kabinetschef. Sinds 2019 is zij eveneens bestuurder bij het Agentschap Uitbetaling Groeipakket binnen het Vlaams Ministerie van Welzijn, Volksgezondheid en Gezin.